# اس‌تی‌اس-۵۱-سی
اس‌تی‌اس-۵۱-سی (انگلیسی: STS-51-C) یکی از ماموریت‌های برنامه شاتل‌های فضایی بود که در تاریخ ۲۴ ژانویه، ۱۹۸۵ از پایگاه فضایی کندی به فضا پرتاب شد. این مأموریت سومین مأموریت شاتل دیسکاوری بود.